# Peter Hammill-diszkográfia
Az alábbi lista Peter Hammill angol énekes és dalszerző, a Van der Graaf Generator progresszív rock együttes alapító tagjának albumait sorolja fel. A Van der Graaf Generator együttessel készített lemezeket a Van der Graaf Generator-diszkográfia szócikk tartalmazza.

## Stúdióalbumok
- Fool's Mate (1971)
- Chameleon in the Shadow of the Night (1973)
- The Silent Corner and the Empty Stage (1974)
- In Camera (1974)
- Nadir's Big Chance (1975)
- Over (1977)
- The Future Now (1978)
- PH7 (1979)
- A Black Box (1980)
- Sitting Targets (1981)
- Enter K (1982)
- Patience (1983)
- Loops and Reels (1983)
- Skin (1986)
- And Close As This (1986)
- In A Foreign Town (1988)
- Out of Water (1990)
- The Fall of the House of Usher (1991)
- Fireships (1992)
- The Noise (1993)
- Roaring Forties (1994)
- X My Heart (1996)
- Everyone You Hold (1997)
- This (1998)
- None of the Above (2000)
- What, Now? (2001)
- Clutch (2002)
- Incoherence (2004)
- Singularity (2006)
- Thin Air (2009)
- Consequences (2012)
- Other World (2014)
- ...All That Might Have Been... (2014)
- From the Trees (2017)
- In Amazonia (2019)

## Koncertalbumok
- The Margin (1985)
- Room Temperature (1990)
- There Goes The Daylight (1992)
- Typical (1999)
- Veracious (2006)

## Válogatásalbumok
- Vision (1978)
- The Calm (After the Storm) (1993)
- The Storm (Before the Calm) (1993)
- Past Go (1996)
- Tides (1996)
- Past Go-Collected (1996)
- After the Show (A Collection) (1996)
- The Thin Man Sings Ballads (2002)

## Videók & DVD-k
- In The Passionskirche-Berlin MCMCXII (1992)